# نظریه دولت کارتل
نظریه دولت کارتل (به انگلیسی: State cartel theory) مفهومی جدید در نظریه روابط بین‌الملل است که به گروهی از رویکردهای نهادگرایانه بر می‌گردد. این نظریه تا کنون به طور عمده با توجه به اتحادیه اروپا مشخص می‌شده است، با این حال می‌تواند موارد تعمیم بیشتری را نیز دربر گیرد. از این رو نظریه دولت کارتل می‌بایست تمامی سازمانهای دولتی بین‌المللی را به عنوان کارتل‌هایی ساخته شده توسط دولت‌ها در نظر بگیرد.

## پی‌نوشت‌ها
1. ↑  Holm A. Leonhardt: Die Europäische Union im 21. Jahrhundert. Ein Staatenkartell auf dem Weg zum Bundesstaat? [A State Cartel on the Way to the Federal State?], in: Michael Gehler (Ed.), Vom Gemeinsamen Markt zur Europäischen Unionsbildung. 50 Jahre Römische Verträge 1957–2007, Wien 2009, p. 703-717